# Cuerpo sin cabeza de Norfolk

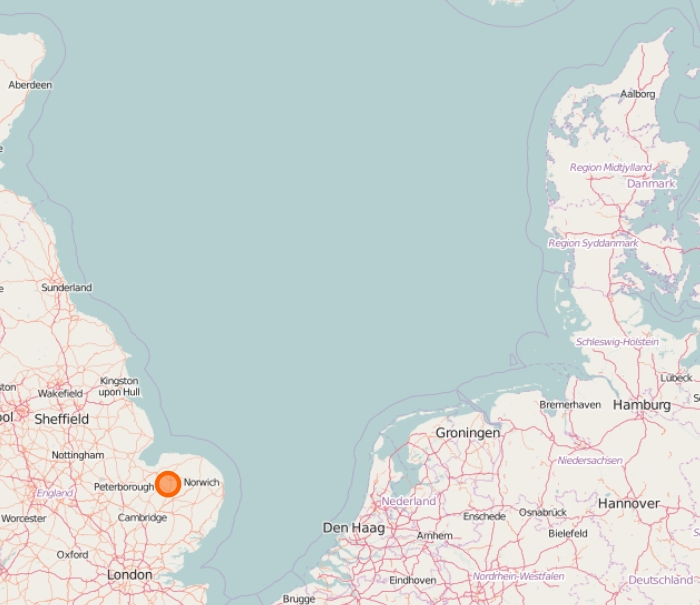
Localización de Swaffham, Norfolk, cerca de donde se encontró el cuerpo de la mujer.

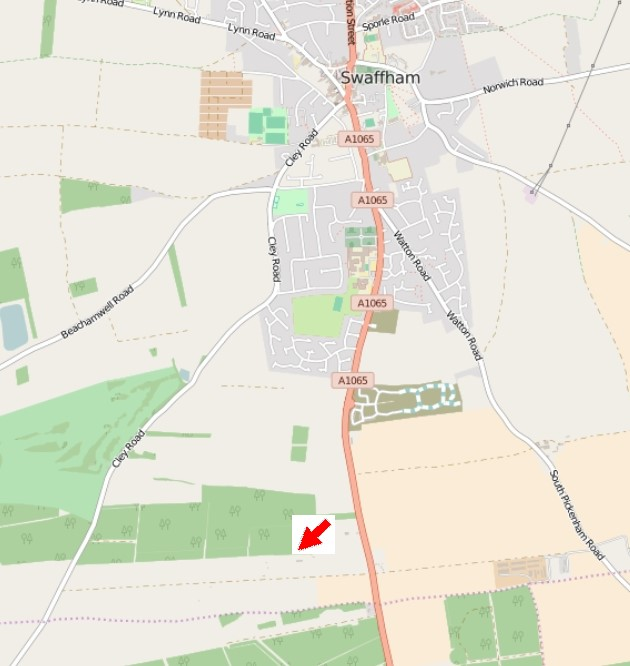
Localización aproximada de Brake Hill Farm, cerca de Swaffham (flecha)

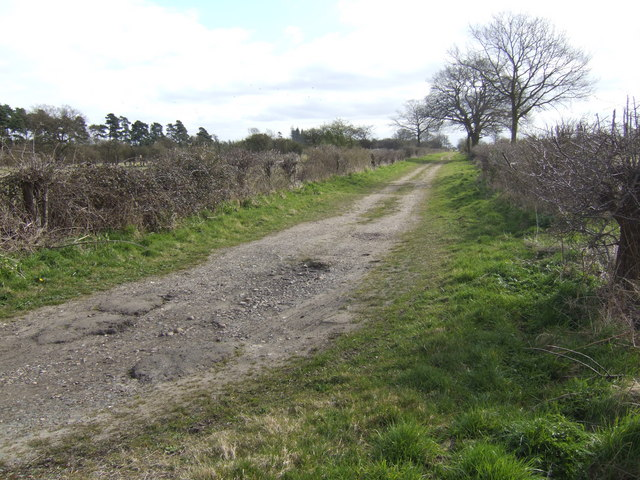
Brake Hill Drove, extremo occidental

El caso del cuerpo sin cabeza de Norfolk se refiere a una mujer que se cree que fue asesinada, y que murió alrededor de la primera o segunda semana de agosto de 1974. Su cuerpo decapitado fue encontrado cerca de Swaffham, Norfolk, Inglaterra, el 27 de agosto de 1974. Nunca se ha encontrado su cabeza. Aunque la mujer nunca ha sido identificada, una teoría en la que trabaja la policía es que se trataba de una prostituta conocida como "La Duquesa", que trabajaba en los muelles de Great Yarmouth bajo ese seudónimo antes de su desaparición a mediados de 1974.

## Muerte
El cuerpo en un grave estado de descomposición de esta mujer fue descubierto el 27 de agosto de 1974 por un tractorista de 19 años llamado Andrew Head, que había salido a caminar cuando encontró el cuerpo en un terreno que pertenecía a Sir Peter Roberts. Head recordó más tarde: "Levanté una esquina de la cubierta sobre el cuerpo y eso fue suficiente: pude ver lo que era. Me fui a casa y llamé a la policía". El cuerpo fue descubierto cerca de un camino que conduce a la granja Brake Hill, en Brandon Road, dentro de Cockley Cley. Se utilizaron cosechadoras para despejar los campos y poder registrarlos.
La policía cree que la mujer murió en la primera o segunda semana de agosto de 1974. Se calcula que tenía entre 23 y 35 años y que medía entre 1,53 y 1,57 m. Tenía las manos y las piernas atadas al cuerpo y solo llevaba un camisón rosa de Marks & Spencer de 1969. Había sido decapitada y nunca se encontró su cabeza. Su cuerpo estaba envuelto en una lámina de plástico con las palabras National Cash Registers.
Junto a su cuerpo había un trozo de cuerda poco habitual, ya que estaba compuesta por cuatro cabos, en lugar de los tres o cinco habituales. Un experto dijo a la policía que la composición de la cuerda "sugiere que fue fabricada para su uso con maquinaria agrícola". La policía localizó el lugar de fabricación de la cuerda en Dundee (Escocia), pero las empresas que fabricaban ese tipo de cuerda habían cesado su actividad.
La primera investigación sobre la muerte se llevó a cabo entre 1974 y 1975, durante la cual la policía habló con 15.000 personas y tomó 700 declaraciones. Realizaron 6.750 cuestionarios casa por casa.
En 2008, la policía de Norfolk exhumó el cuerpo de la mujer en el marco de la operación Monton y tomó una muestra de ADN, pero no pudo identificarla. Establecieron que era diestra, que probablemente había dado a luz, y que el pescado y los cangrejos formaban parte importante de su dieta. Se hicieron varios llamamientos para obtener información. En 2008, el caso apareció en el programa Crimewatch de la BBC.
En 2011, la policía hizo otro llamamiento e identificó a 540 mujeres desaparecidas como resultado de nuevas investigaciones. En 2016, el caso volvió a aparecer en televisión y dos veces en la versión en línea de la BBC News.
En 2009, la policía comenzó a examinar los vínculos del asesino en serie Peter Tobin con Norfolk, para determinar si podría haber estado involucrado en el caso, o en cualquier otro asesinato sin resolver en el condado.

## Orígenes
Tras la exhumación de los restos de la mujer en 2008, se sometieron a análisis isotópicos y de ADN muestras de las uñas de los pies, el pelo y el hueso del muslo. Se obtuvo un perfil completo de ADN de la víctima, pero no hubo coincidencias con ninguna base de datos, pero los análisis isotópicos independientes realizados por el profesor Wolfram Meier-Augenstein y otro científico, que examina los rastros que deja en el cuerpo el agua consumida durante la vida de una persona, indicaron ambos que probablemente procedía de la zona de Europa central, incluyendo Dinamarca, Alemania, Austria y el norte de Italia.

## Familia
Gracias a un segundo examen post mortem de la mujer, la policía de Norfolk se enteró de que probablemente había tenido al menos un hijo en su vida.

## "La Duquesa"
A raíz de una llamada de un antiguo agente de policía, después de que el caso apareciera en Crimewatch en 2008, la policía de Norfolk examinó la teoría de que la mujer es "La Duquesa"; una prostituta que vivía en los muelles de Great Yarmouth y que desapareció a mediados de 1974 dejando todas sus pertenencias. Se cree que "La Duquesa" llegó a la ciudad portuaria en el ferry de Esbjerg desde Dinamarca. Sus clientes solían ser camioneros que viajaban entre Esbjerg y Yarmouth utilizando el ferry y a veces también acompañaba a los conductores en sus entregas por Inglaterra. Se cree que esta mujer trabajaba como chica de compañía en los alrededores de Great Yarmouth a mediados de la década de 1970, y que sus clientes solían ser camioneros. Tenía una edad de entre 20 y 30 años, era originaria de Dinamarca y viajaba regularmente entre East Anglia y Dinamarca en 1973-74. Vivió durante cuatro o cinco meses en la caseta de los estibadores de la terminal de Ocean, y se cree que también pasó un tiempo en prisión preventiva, aunque los registros contemporáneos de esta época han sido destruidos, por lo que la policía sigue sin conocer el nombre real de esta mujer. Además, no pueden estar seguros de que la mujer muerta fuera realmente "La Duquesa".